# Les Combes
Les Combes település Franciaországban, Doubs megyében. Lakosainak száma 770 fő (2022. január 1.). Les Combes Fournets-Luisans, Morteau, Gilley, Grand’Combe-Châteleu és Pays-de-Montbenoît községekkel határos.

## Népesség
A település népességének változása:
| Lakosok száma | 398  | 393  | 508  | 694  | 731  | 726  | 737  | 750  | 752  | 770  |
|               | 1968 | 1982 | 1990 | 2006 | 2013 | 2015 | 2017 | 2019 | 2020 | 2022 |